# Кирино (Удмуртия)
Кирино — село в Балезинском районе Удмуртии. Входит в состав Киршонского сельского поселения.

## География
Село расположено на северо-востоке республики на расстоянии примерно в 34 километрах по прямой к северо-востоку от районного центра Балезина.
Часовой пояс
Село Кирино как и вся Удмуртия, находится в часовой зоне МСК+1. Смещение применяемого времени относительно UTC составляет +4:00.

## Население
| 2010 | 2012 | 2014 |
| ---- | ---- | ---- |
| 42   | ↘38  | ↗47  |

Национальный состав
Согласно результатам переписи 2002 года, в национальной структуре населения русские составляли 65 %, а удмурты 35 % из 34 чел..